# Djuphavsjakten
Djuphavsjakten är ett datorspel utgivet av Levande Böcker 1999. Spelet är skapat i Adobe Flash (då Macromedia Flash) och kan spelas på både Windows och Mac OS Classic.

## Upplägg
Dataspelet är ett lek- och lärspel och går ut på att spelaren undersöka varför ett stort antal fiskar dör och om det har ett samband med de föroreningar som driver iland efter stränderna. Detta genom att bland annat göra dykningar och sedan undersöka proverna i ett laboratorium. 

## Rollista
- Per Sandborgh – Styrbjörn
- Hans Wahlgren – Herman / nyhetsuppläsare
- Annelie Berg – Doris / nyhetsuppläsare
- Steve Kratz – Kenny / Claude / Costas / skurken / dykare / nyhetsuppläsare
- Louise Raeder – Ester[6]

## Mottagande
Spelet fick ett blandat mottagande från kritiker. Göteborgs-Postens recensent Kerstin Eikeland gav spelet 4 av 5 i betyg kallade spelet för ett "mycket bra kunskapsspel, med en trovärdig ramberättelse" men menade att det var lite för likt föregångaren Rymdjakten. Aftonbladets recensent gav spelet 3 av 5 i betyg och skrev "Inte mycket nytt, men lärorikt".
TT Spektras recensent Thomas Arnroth gav spelet 2 av 5 i betyg och beskrev spelet som kul och lärorikt, med minispel som svårstyrda och lite störande och sammanfattade spelet som kul och annorlunda. Sydsvenskans recensent Benjamin Peetre gav spelet 2 av 5 i betyg som menade att spelet brast i sitt pedagogiska budskap men var "trevligt, tekniskt välgjort och prydligt men ganska långsamt och inte särskilt spännande".